# Lịch sử tôn giáo
Tôn giáo là một hình thái ý thức xã hội. Đặc điểm quan trọng trong ý thức tôn giáo là một mặt nó phản ánh tồn tại xã hội. Mặt khác, nó lại có xu hướng phản kháng lại xã hội đã sản sinh ra và nuôi dưỡng nó. Vì vậy, từ khi ra đời đến nay, cùng với sự biến đổi của lịch sử, tôn giáo cũng biến đổi theo.

## Lịch sử

### Khởi nguyên
Với những thành tựu to lớn của ngành khảo cổ học, người ta đã chứng minh được sự tồn tại của con người cách đây hàng triệu năm (từ 4 – 6 triệu năm). Tuy nhiên, với những hiện vật thu được người ta khẳng định: có đến hàng triệu năm con người không hề biết đến tôn giáo. Bởi vì tôn giáo đòi hỏi tương ứng với nó là một trình độ nhận thức cao, nó là sản phẩm của tư duy trừu tượng trong một đời sống xã hội ổn định.
Hầu hết trong giới khoa học đều thống nhất rằng chỉ khi con người hiện đại – người tinh khôn (Homo Sapiens) – hình thành và tổ chức thành xã hội, tôn giáo mới xuất hiện. Thời kỳ này cách đây khoảng 95.000 – 35.000 năm. Tuy nhiên trong thời kỳ đầu mới chỉ là các tín hiệu đầu tiên. Đa số các nhà khoa học đều khẳng định tôn giáo ra đời khoảng 45.000 năm trước đây với những hình thức tôn giáo sơ khai như đạo Vật tổ (Tôtem), Ma thuật và Tang lễ. Đây là thời kỳ tương ứng với thời kỳ đồ đá cũ.

### Thời kỳ đầu
Bước sang thời kỳ đồ đá giữa, con người chuyển dần từ săn bắt, hái lượm sang trồng trọt và chăn nuôi, các hình thức tôn giáo dân tộc ra đời với sự thiêng liêng hóa các nguồn lợi của con người trong sản xuất và cuộc sống: thần Lúa, thần Khoai, thần Sông... hoặc tôn thờ các biểu tượng của sự sinh sôi (thờ giống cái, hình ảnh phụ nữ, phồn thực...), đó là các vị thần của các thị tộc Mẫu hệ. Khi đồ sắt xuất hiện, các quốc gia dân tộc ra đời nhằm mục đích phục vụ cho sự củng cố và phát triển của dân tộc. Tất cả các vị thần ấy còn tồn tại chừng nào dân tộc tạo ra vị thần ấy còn tồn tại của đế chế và được chấp nhận như một tôn giáo chính thống. Theo thời gian, do nội dung của các tôn giáo mang tính phổ quát, không gắn chặt với một quốc gia cụ thể, với các vị thần cụ thể, với nghi thức cụ thể của một cộng đồng tộc người, dân tộc hay địa phương nhất định nên sự bành trướng của nó diễn ra thuận lợi, dễ dàng thích nghi với các dân tộc khác. Do vậy, dù được phổ biến bằng cách nào (chiến tranh hay hòa bình), các tôn giáo đó đã được các quốc gia bị lệ thuộc trực tiếp hay gián tiếp, tự giác hay không tự giác tiếp nhận và trên nền tảng của tôn giáo truyền thống, biến đổi thành tôn giáo riêng của quốc gia đó. Sự bành trướng kiểu như vậy diễn ra trong suốt thời kỳ văn minh công nghiệp và cho đến tận ngày nay. Tuy nhiên cũng cần phải chú ý rằng, giữa tôn giáo khu vực hay tôn giáo thế giới vừa chung sống cạnh nhau, vừa tranh chấp xung đột nhau và không ít trường hợp, với sự ủng hộ của các thế lực quân sự, chính trị, chiến tranh tôn giáo đã xảy ra. Những tôn giáo như Kitô, Hồi do tính cực đoan của mình (chỉ coi chúa hay thánh của mình là đối tượng tôn thờ duy nhất) nên ban đầu đi đến đâu cũng khó dung hòa với các tôn giáo khác đã có mặt ở đó từ trước. Còn một số tôn giáo phương Đông như Nho, Phật thì khác, chúng chấp nhận hòa đồng với các tôn giáo bản địa, có xu hướng trần tục nhiều hơn là thế giới bên kia.

### Thời cận-hiện đại
Cuộc cách mạng công nghiệp đã tạo ra một xã hội công nghiệp, xã hội này đòi hỏi phải có một tôn giáo năng động và tự do hơn, khó chấp nhận một tổ chức, một giáo lý với những nghi thức cứng nhắc, phức tạp. Tình trạng độc tôn của một tôn giáo trong một quốc gia đã bắt đầu chấm dứt và chấp nhận sự đa dạng trong đời sống tôn giáo. Từ đây quan niệm và sau là chính sách tự do tôn giáo ra đời, phát triển nhanh hay chậm và thể hiện khác nhau ở các quốc gia khác nhau. Những yếu tố lỗi thời được huỷ bỏ hoặc tự thay đổi, thay thế để thích nghi. Với xu thế quốc tế hóa ngày càng gia tăng, việc mỗi cá nhân chỉ biết đến tôn giáo của mình đã trở nên lạc hậu. Mỗi người đều rằng trên thế gian có nhiều thánh thần, có nhiều tôn giáo. Họ bắt đầu hoài nghi và lựa chọn, thần thánh được mang ra tranh luận, bàn cãi và làm nảy sinh xu thế thế tục hóa tôn giáo và xu thế này ngày càng thắng thế.
Trong thời đại ngày nay, khi mà xu thế toàn cầu hóa đang chi phối mọi lĩnh vực của đời sống xã hội, sự nâng cao về trình độ học vấn và đặc biệt là những thành tựu của khoa học và công nghệ đã làm cho các tôn giáo ngày càng trở nên thế tục hóa kéo theo sự đa dạng trong đời sống tôn giáo. Từ đây xuất hiện các ý kiến khác nhau trong một tôn giáo và dẫn đến sự chia rẽ trong các tôn giáo một cách có tổ chức, bùng nổ các giáo phái và xuất hiện nhiều tôn giáo mới. Bản thân trong các tôn giáo khu vực và thế giới cũng có những biểu hiện khác trước: số tín đồ ngày càng tăng nhưng số tín đồ thực tế giảm, nghĩa là người ta theo đạo nhưng không hành đạo, nhiều tín đồ bỏ đạo để theo các "đạo mới". Trong nội bộ các tôn giáo có sự chia rẽ thành những giáo phái với những tính chất cấp tiến, ôn hòa hoặc cực đoan.

## Một số hình thức tôn giáo

### Tôn giáo trong xã hội chưa có giai cấp
F.Engles cho rằng tôn giáo xuất hiện từ ngay trong thời kỳ nguyên thủy, từ những quan niệm tối tăm, nguyên thủy của con người về bản thân mình và thiên nhiên bao quanh họ. Các tôn giáo nguyên thủy, sơ khai thể hiện niềm tin bản năng của con người và lúc ấy chưa gắn với các lợi ích về kinh tế - xã hội. Dưới đây là các dạng hình thức phổ biến của tôn giáo nguyên thủy :
- Tô tem giáo (thờ vật tổ): "Tô tem" theo ngôn ngữ của thổ dân Bắc Mỹ nghĩa là giống loài. Đây là hình thức tôn giáo cổ xưa nhất, thể hiện niềm tin vào mối quan hệ gần gũi, huyết thống giữa một cộng đồng người (thị tộc, bộ lạc) với một loài động thực vật hoặc một đối tượng nào đó. Tô tem giáo thể hiện hình thức nhận biết đầu tiên về mối liên hệ của con người với các hiện tượng xung quanh. Chẳng hạn: một bộ lạc tồn tại được nhờ săn bắt một loài động vật nào đó dẫn đến xuất hiện một ảo tưởng về mối quan hệ giữa loài vật đó với cộng đồng người săn nó và cuối cùng con vật này lại trở thành tổ tiên chung – là một tô tem của một tập thể nào đó.
- Ma thuật giáo: "Ma thuật" theo tiếng Hy Lạp cổ là phép phù thủy. Đây là biểu hiện của việc người nguyên thủy tin vào khả năng tác động đến tự nhiên bằng những hành động tượng trưng (cầu khấn, phù phép, thần chú...) nghĩa là bằng con đường siêu nhiên. Nhờ các biện pháp ma thuật, người nguyên thủy cố gắng tác động đến những sự kiện và làm cho nó diễn ra theo ý mình mong muốn. Về sau, ma thuật trở thành một thành tố quan trọng không thể thiếu được của các tôn giáo phát triển. Việc thờ cúng của bất kỳ tôn giáo nào cũng phải có ma thuật (cầu nguyện, làm phép...). Tàn dư của ma thuật là các hình thức bói toán, tướng số ngày nay.
- Bái vật giáo: "Bái vật" theo tiếng Bồ Đào Nha là bùa hộ mệnh, phép lạ. Bái vật giáo xuất hiện vào lúc mới hình thành tôn giáo và sự thờ cúng. Bái vật giáo đặt lòng tin vào những thuộc tính siêu nhiên của các vật thể như hòn đá, gốc cây, bùa, tượng... Họ cho rằng có một lực lượng siêu nhiên, thần bí trú ngụ trong vật đó. Bái vật giáo là thành tố tất yếu của sự thờ cúng tôn giáo. Đó là sự thờ cúng các tượng gỗ,hoặc lòng tin vào sức mạnh kỳ quái của các lá bùa...
- Vật linh giáo: Là hình thức tôn giáo xuất hiện muộn hơn, khi mà ý thức của con người đã đủ khả năng hình thành nên những khái niệm. Vật linh giáo là lòng tin ở linh hồn. Lòng tin này là cơ sở quan trọng để hình thành nên quan niệm về cái siêu nhiên của người cổ xưa. Giai đoạn này đã có ảo tưởng cho rằng có hai thế giới: một thế giới tồn tại thực sự và một thế giới siêu nhiên, trong đó thế giới siêu nhiên thống trị thế giới thực tại. Thế giới siêu nhiên này của người nguyên thủy cũng đầy đủ động vật, thực vật, các đối tượng do tinh thần tưởng tượng ra và không khác biệt gì lắm so với thế giới thực tại.

### Tôn giáo trong xã hội có giai cấp
Khi xã hội phân chia giai cấp, xuất hiện các nhà nước, quốc gia với các vùng lãnh thổ riêng biệt, tôn giáo lúc này không chỉ còn là một nhu cầu tinh thần của quần chúng mà còn là một phương tiện để giai cấp thống trị duy trì sự thống trị áp bức giai cấp và bóc lột của mình và thực hiện sự bành trướng, xâm lược vì vậy tôn giáo gắn liền với chính trị và bị dân tộc hóa. Từ đó đã dẫn đến sự xuất hiện các tôn giáo dân tộc và tôn giáo thế giới.
- Tôn giáo dân tộc: Đặc trưng của tôn giáo dân tộc là tính chất quốc gia dân tộc của nó. Các vị thần được tạo lập mang tính quốc gia dân tộc và phạm vi quyền lực giới hạn trong phạm vi quốc gia. Thậm chí một số tôn giáo lớn cũng bị dân tộc hóa ở mỗi quốc gia và trở thành tôn giáo có tính chất quốc gia. Ví dụ Anh giáo, Shinto, các dòng khác nhau của đạo Hồi...
- Tôn giáo thế giới: Sự phát triển của các tôn giáo vượt ra khỏi biên giới của một quốc gia đã hình thành nên các tôn giáo khu vực và thế giới như Phật giáo, Kitô giáo, Hồi giáo... Khác với các tôn giáo dân tộc, tôn giáo thế giới mang tính đa quốc gia, ảnh hưởng đến nhiều khu vực rộng lớn trên thế giới.